# Saint-Bonnet-les-Oules
Saint-Bonnet-les-Oules és un municipi francès situat al departament del Loira i a la regió d'Alvèrnia-Roine-Alps. L'any 2007 tenia 1.483 habitants.

## Demografia

### Població
El 2007 la població de fet de Saint-Bonnet-les-Oules era de 1.483 persones. Hi havia 517 famílies de les quals 63 eren unipersonals (21 homes vivint sols i 42 dones vivint soles), 196 parelles sense fills, 246 parelles amb fills i 12 famílies monoparentals amb fills.
La població ha evolucionat segons el següent gràfic:
Habitants censats

### Habitatges
El 2007 hi havia 601 habitatges, 529 eren l'habitatge principal de la família, 47 eren segones residències i 25 estaven desocupats. 596 eren cases i 4 eren apartaments. Dels 529 habitatges principals, 477 estaven ocupats pels seus propietaris, 48 estaven llogats i ocupats pels llogaters i 4 estaven cedits a títol gratuït; 1 tenia una cambra, 4 en tenien dues, 37 en tenien tres, 104 en tenien quatre i 382 en tenien cinc o més. 459 habitatges disposaven pel capbaix d'una plaça de pàrquing. A 143 habitatges hi havia un automòbil i a 372 n'hi havia dos o més.

### Piràmide de població
La piràmide de població per edats i sexe el 2009 era:
| Homes | Edats   | Dones |
| ----- | ------- | ----- |
| 0     | 95 o +  | 0     |
| 0     | 90 a 94 | 4     |
| 0     | 85 a 89 | 4     |
| 0     | 80 a 84 | 4     |
| 20    | 75 a 79 | 8     |
| 32    | 70 a 74 | 16    |
| 12    | 65 a 69 | 32    |
| 48    | 60 a 64 | 28    |
| 24    | 55 a 59 | 44    |
| 40    | 50 a 54 | 52    |
| 48    | 45 a 49 | 44    |
| 56    | 40 a 44 | 44    |
| 72    | 35 a 39 | 80    |
| 32    | 30 a 34 | 44    |
| 28    | 25 a 29 | 20    |
| 20    | 20 a 24 | 28    |
| 32    | 15 a 19 | 36    |
| 64    | 10 a 14 | 72    |
| 40    | 5 a 9   | 48    |
| 32    | 0 a 4   | 24    |

## Economia
El 2007 la població en edat de treballar era de 992 persones, 706 eren actives i 286 eren inactives. De les 706 persones actives 667 estaven ocupades (367 homes i 300 dones) i 38 estaven aturades (12 homes i 26 dones). De les 286 persones inactives 84 estaven jubilades, 127 estaven estudiant i 75 estaven classificades com a «altres inactius».

### Ingressos
El 2009 a Saint-Bonnet-les-Oules hi havia 548 unitats fiscals que integraven 1.561,5 persones, la mediana anual d'ingressos fiscals per persona era de 25.315 €.

### Activitats econòmiques
Dels 57 establiments que hi havia el 2007, 2 eren d'empreses alimentàries, 1 d'una empresa de fabricació de material elèctric, 1 d'una empresa de fabricació d'elements pel transport, 3 d'empreses de fabricació d'altres productes industrials, 10 d'empreses de construcció, 7 d'empreses de comerç i reparació d'automòbils, 3 d'empreses de transport, 4 d'empreses d'hostatgeria i restauració, 3 d'empreses financeres, 5 d'empreses immobiliàries, 10 d'empreses de serveis, 5 d'entitats de l'administració pública i 3 d'empreses classificades com a «altres activitats de serveis».
Dels 16 establiments de servei als particulars que hi havia el 2009, 1 era un taller de reparació d'automòbils i de material agrícola, 2 paletes, 3 fusteries, 3 lampisteries, 2 perruqueries, 3 restaurants i 2 agències immobiliàries.
Dels 2 establiments comercials que hi havia el 2009, 1 era una fleca i 1 una botiga de roba.
L'any 2000 a Saint-Bonnet-les-Oules hi havia 29 explotacions agrícoles que ocupaven un total de 480 hectàrees.

## Equipaments sanitaris i escolars
El 2009 hi havia una escola elemental.

## Poblacions més properes
El següent diagrama mostra les poblacions més properes.